# Campionati del mondo di ciclismo su strada 2014 - Gara in linea femminile Elite
La gara in linea femminile Elite dei Campionati del mondo di ciclismo su strada 2014 si svolse il 27 settembre 2014 con partenza ed arrivo a Ponferrada, in Spagna, su un percorso di 18,2 km da ripetere 7 volte, per un totale di 127,4 km. La francese Pauline Ferrand-Prévot vinse la gara con il tempo di 3h29'21" alla media di 35,513 km/h, argento alla tedesca Lisa Brennauer e a completare il podio la svedese Emma Johansson.
Presenti alla partenza 134 cicliste, delle quali 59 arrivarono al traguardo.

## Squadre e corridori partecipanti
| N.    | Cod. | Squadra               |
| ----- | ---- | --------------------- |
| 1-9   | NED  | Paesi Bassi           |
| 10-16 | ITA  | Italia                |
| 17-23 | USA  | Stati Uniti d'America |
| 24-30 | GER  | Germania              |
| 31-36 | SWE  | Svezia                |
| 37-42 | GBR  | Gran Bretagna         |
| 43-48 | RUS  | Russia                |
| 49-54 | FRA  | Francia               |
| 55-60 | BEL  | Belgio                |
| 61-66 | AUS  | Australia             |
| 67-68 | BLR  | Bielorussia           |
| 69-72 | CAN  | Canada                |
| 73-75 | BRA  | Brasile               |
| 76-79 | NZL  | Nuova Zelanda         |
| 80-85 | POL  | Polonia               |
| 86-88 | RSA  | Sudafrica             |
| 89-93 | SUI  | Svizzera              |
| 94-95 | UKR  | Ucraina               |
| 96-98 | NOR  | Norvegia              |
| 99    | LUX  | Lussemburgo           |

| N.      | Cod. | Squadra               |
| ------- | ---- | --------------------- |
| 100-101 | COL  | Colombia              |
| 102-103 | FIN  | Finlandia             |
| 104-105 | AUT  | Austria               |
| 106-108 | LTU  | Lituania              |
| 109     | DEN  | Danimarca             |
| 110     | CZE  | Repubblica Ceca       |
| 111-112 | MEX  | Messico               |
| 113-114 | JPN  | Giappone              |
| 115-117 | ESP  | Spagna                |
| 118-119 | EST  | Estonia               |
| 120-121 | CRO  | Croazia               |
| 122-124 | SLO  | Slovenia              |
| 125     | GRE  | Grecia                |
| 126-127 | HUN  | Ungheria              |
| 128-129 | ISR  | Israele               |
| 130     | POR  | Portogallo            |
| 131     | ROU  | Romania               |
| 132-133 | LAT  | Lettonia              |
| 134     | SKN  | Saint Kitts and Nevis |

## Ordine d'arrivo (Top 10)
| Pos. | Corridore              | Squadra       | Tempo    |
| ---- | ---------------------- | ------------- | -------- |
| 1    | Pauline Ferrand-Prévot | Francia       | 3h29'21" |
| 2    | Lisa Brennauer         | Germania      | s.t.     |
| 3    | Emma Johansson         | Svezia        | s.t.     |
| 4    | Giorgia Bronzini       | Italia        | s.t.     |
| 5    | Tiffany Cromwell       | Australia     | s.t.     |
| 6    | Shelley Olds           | Stati Uniti   | s.t.     |
| 7    | Lizzie Armitstead      | Regno Unito   | s.t.     |
| 8    | Linda Villumsen        | Nuova Zelanda | s.t.     |
| 9    | Hanna Solovey          | Ucraina       | s.t.     |
| 10   | Marianne Vos           | Paesi Bassi   | s.t.     |